# Létající univerzita
Létající univerzita (polsky: Uniwersytet Latający) byla podzemní vzdělávací organizace ve Varšavě mezi lety 1885 až 1905. Na původní hnutí navázalo stejnojmenné hnutí vzdělávání politických disidentů mezi lety 1977 až 1981 v komunistickém režimu Polské lidové republiky.
V důsledku omezení autonomie Kongresového Polska v roce 1865, která znamenala nárůst vlivu rusifikace a germanizace na polskou společnost, vznikl tlak na potřebu vyššího vzdělávání společnosti v oblasti omezených a zapovězených témat jako výuka polského jazyka, historie a náboženství. Mezi učitele univerzity patřil například Jan Łukasiewicz. V době zapovězeného vysokého vzdělání pro ženy mezi vzdělávané osobnosti patřila také Marie Curie-Skłodowská. Po roce 1905 byla v důsledku liberalizace ze strany vlády Létající univerzitě umožněna legální činnost, když byla transformována na novou Společnost vědeckých kurzů. Nástupcem této organizace se v roce 1915 stala soukromá Svobodná polská univerzita, která existovala do roku 1952. V roce 1945 z pobočky školy v Lodži byla vytvořena Lodžská univerzita.
Mezi studenty disidentského vzdělávání po roce 1977 patřil například i Jindřich Kabát. V roce 1978 na činnost vzdělávací organizace navázala Společnost vědeckých kurzů, jejíž prostředí umožnilo také vzdělávání členů vznikající polské Solidarity. V roce 1981 byla činnost organizace ukončena v souvislosti s vyhlášením stanného práva v Polsku.